# Towarzystwo Śpiewu „Święty Wojciech” w Bydgoszczy

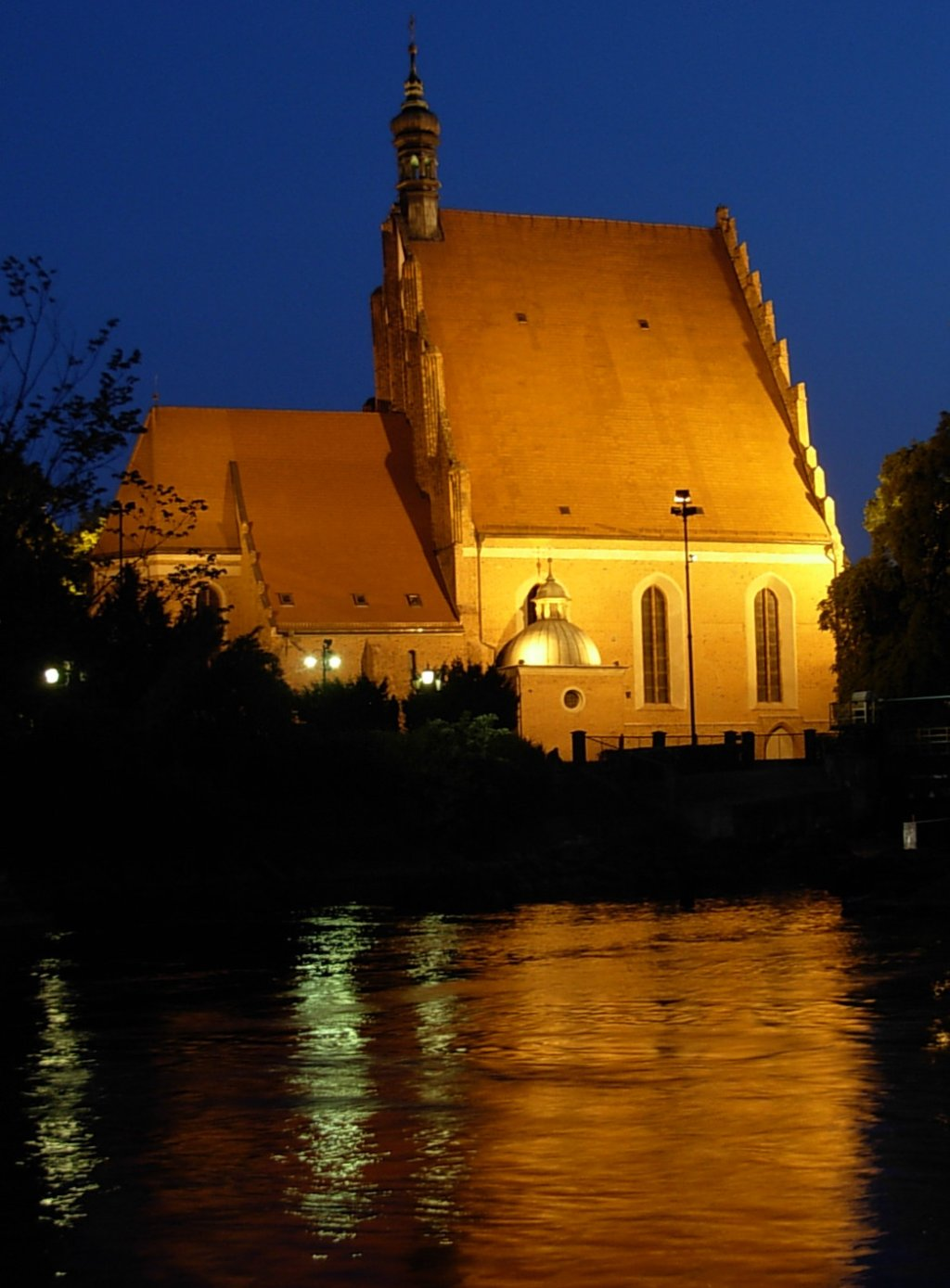
Katedra św. Marcina i Mikołaja w Bydgoszczy

 Towarzystwo Śpiewu „Święty Wojciech” w Bydgoszczy – najstarszy polski chór kościelny w Bydgoszczy, istniejący w latach 1876-1976.

## Historia
Chór został założony 1 maja 1876 r. w kościele farnym w Bydgoszczy, początkowo pod nazwą Towarzystwo Śpiewu „Św. Cecylia”. Głównymi inicjatorami jego powstania byli: organista Marcin Moczyński i szewc Jan Dzieliński. Był to pierwszy polski chór kościelny w rejencji bydgoskiej i jeden z najstarszych w Wielkim Księstwie Poznańskim. 
Chór miał charakter katolicko-narodowy, a jego misją poza uświetnianiem uroczystości kościelnych było kultywowanie języka polskiego i polskich tradycji narodowych, zagrożonych przez nasilającą się w zaborze pruskim germanizację. Działając pod opieką kościoła, chór uprawiał pieśń świecką i narodową. Przy okazji nauki śpiewu uczono języka polskiego, polskich tradycji kościelnych i historii. Działalność kulturalno-oświatową realizowano poprzez koncerty, amatorskie przedstawienia teatralne i towarzyskie spotkania członków chóru. 
Pierwszym prezesem Towarzystwa był krawiec Rudolf Godlewski, a dyrygentem organista Marcin Moczyński, który funkcję tę pełnił do 1905 r. Po nim organistą farnym i dyrygentem został Grzegorz Sauer, a następnie Engelbert Mulorz. Do wybitnych działaczy Towarzystwa w pierwszych latach jego istnienia zaliczali się również rzemieślnicy: Maksymilian Maudrych (szewc), Józef Kołodziński (murarz), Ludwik Kadłubówski (stroiciel fortepianów), Paweł Kowalski (szewc), Kazimierz Gonczerzewicz (szewc), Józef Kadłubowski (drukarz), Stanisław Muszyński (szewc), Teodor Kosicki (stolarz). 
W 1893 r. zmieniono nazwę chóru na Towarzystwo Śpiewu „Święty Wojciech”, bowiem w rym roku Niemcy bydgoscy założyli chór „Cecylia”, co mogło prowadzić do nieporozumień. Chór pod nową nazwą śpiewał w świątyni parafialnej, lokalach polskich, Domu Polskim (zał. 1908), a także w czasie zjazdów okręgowych i koncertów (Nakło nad Notecią – 1907, 1912; Bydgoszcz – 1909, 1910; Mrocza – 1913; Koronowo – 1909). W marcu 1911 r. chór przyjęto do Związku Kół Śpiewackich Polskich. W okresie I wojny światowej ograniczano się do śpiewu w kościele oraz w Domu Polskim.
W okresie międzywojennym Towarzystwo prowadziło nieskrępowaną działalność artystyczną, zaliczając się do grona czołowych chórów bydgoskich. W 1923 r. uświetniało uroczystość 25-lecia kapłaństwa dziekana, proboszcza fary ks. Tadeusza Skarbka-Malczewskiego, a w 1927 r. weszło w skład Okręgu II Związku Chórów Kościelnych w Bydgoszczy. Chór brał udział w zjazdach śpiewaczych, koncertował w wielu kościołach w Bydgoszczy i pobliskich powiatów. Brał także udział w świętach narodowych, kościelnych i koncertach z towarzyszeniem orkiestr. Po zbudowaniu w 1928 r. Domu Katolickiego przy ul. Grodzkiej, odbywały się w nim próby i koncerty chóru.
W czasie okupacji niemieckiej chór zawiesił działalność. Reaktywowanie Towarzystwa śpiewu „Święty Wojciech” odbyło się w lutym 1945 r. Dyrygentem był nadal Engelbert Mulorz. Działalność chóru od 1949 r. ograniczała się wyłącznie do śpiewania w kościołach. W 1976 r., w stulecie istnienia, zespół liczył 30 osób. W tym samym roku chór zakończył swą działalność.